# Аксиоматика Тарского (геометрия)
Аксиома́тика Та́рского — система аксиом элементарной евклидовой геометрии, предложенная Альфредом Тарским.
Замечательна тем, что формулируется в логике первого порядка с равенством и не требует теории множеств.

## История
Альфред Тарский работал над своей аксиоматизацией с перерывами с 1926 до его смерти в 1983 году;
первая публикация вышла в 1959 году.
В частности, Тарский доказал, что его аксиоматика полна и непротиворечива; более того, существует алгоритм, позволяющий выяснить, верно или неверно любое утверждение. (Эта теорема не противоречит теореме Гёделя о неполноте, поскольку в аксиоматике Тарского для геометрии нет средств выразить арифметику.)
Основные труды Тарского и его учеников в этом направлении изложены в монографии 1983 года.
Аксиоматика, представленная в этой книге, состоит из 10 аксиом и одной схемы аксиом.

## Аксиомы
Неопределяемые понятия
- Лежать между — тернарное отношение Bxyz, означающее, что у «лежит между» х и z. Другими словами, что y является точкой на отрезке хz. (При этом концы включаются, то есть, как будет следовать из аксиом, Bxxz — истинно).

- Конгруэнтность — тетрадное отношение wx ≡ yz, означающее, что отрезок wx конгруэнтен отрезку yz; другими словами, что длина wx равна длине yz.

Аксиомы
- Рефлексивность конгруэнтности:
{\displaystyle xy\equiv yx\,.}

- Тождественность конгруэнтности:
{\displaystyle xy\equiv zz\rightarrow x=y.}

- Транзитивность конгруэнтности:
{\displaystyle (xy\equiv zu\land xy\equiv vw)\rightarrow zu\equiv vw.}

Аксиома Паша

Схема аксиом непрерывности

Верхняя оценка размерности.

Аксиома о пятом отрезке

- Тождественность отношения «лежать между»:
{\displaystyle Bxyx\rightarrow x=y.}

То есть единственная точка на отрезке линии {\displaystyle xx} — это сама точка {\displaystyle x}.
- Аксиома Паша:
{\displaystyle (Bxuz\land Byvz)\rightarrow \exists a\,(Buay\land Bvax).}

Две диагонали выпуклого четырехугольника {\displaystyle xuvy} должны пересекаться в некоторой точке.
- Схема аксиом непрерывности. Пусть {\displaystyle \phi (x)} и {\displaystyle \psi (y)} суть формулы первого порядка без свободных переменных a или b. Пусть также нет свободных переменных {\displaystyle x} в {\displaystyle \psi (y)} или {\displaystyle y} в {\displaystyle \phi (x)}. Тогда все выражения следующего типа являются аксиомами:
{\displaystyle \exists a\,\forall x\,\forall y\,[(\phi (x)\land \psi (y))\rightarrow Baxy]\rightarrow \exists b\,\forall x\,\forall y\,[(\phi (x)\land \psi (y))\rightarrow Bxby].}

То есть, если {\displaystyle \phi (x)} и {\displaystyle \psi (y)} описывают два множества точек луча с вершиной a, первое из которых левее второго, то найдётся точка b между этими множествами.
- Нижняя оценка размерности:
{\displaystyle \exists a\,\exists b\,\exists c\,[\neg Babc\land \neg Bbca\land \neg Bcab].}

То есть существуют три неколлинеарные точки. Без этой аксиомы теории могут быть смоделированы с помощью одномерной вещественной прямой, одной точки или даже пустого множества.
- Верхняя оценка размерности:
{\displaystyle (xu\equiv xv\land yu\equiv yv\land zu\equiv zv\land u\neq v)\rightarrow (Bxyz\lor Byzx\lor Bzxy).}

То есть любые три точки, равноудаленные от двух различных точек, лежат на прямой. Без этой аксиомы теория может быть смоделирована в многомерном (в том числе трёхмерном) пространстве.
- Аксиома о пятом отрезке:
{\displaystyle {(x\neq y\land Bxyz\land Bx'y'z'\land xy\equiv x'y'\land yz\equiv y'z'\land xu\equiv x'u'\land yu\equiv y'u')}\rightarrow zu\equiv z'u'.}

То есть, если отрезки четырёх отмеченных пар на двух чертежах справа равны, то и отрезки в пятой паре равны между собой.
- Построение отрезка:
{\displaystyle \exists z\,[Bxyz\land yz\equiv ab].}

То есть от любой точки в любом направлении можно отложить отрезок данной длины.